# Gnadenkräuter
Die Gnadenkräuter (Gratiola) bilden eine Pflanzengattung innerhalb der Familie der Wegerichgewächse (Plantaginaceae). Die 20 bis 30 Arten gedeihen in den gemäßigten bis tropischen Klimabereichen fast weltweit.

## Beschreibung

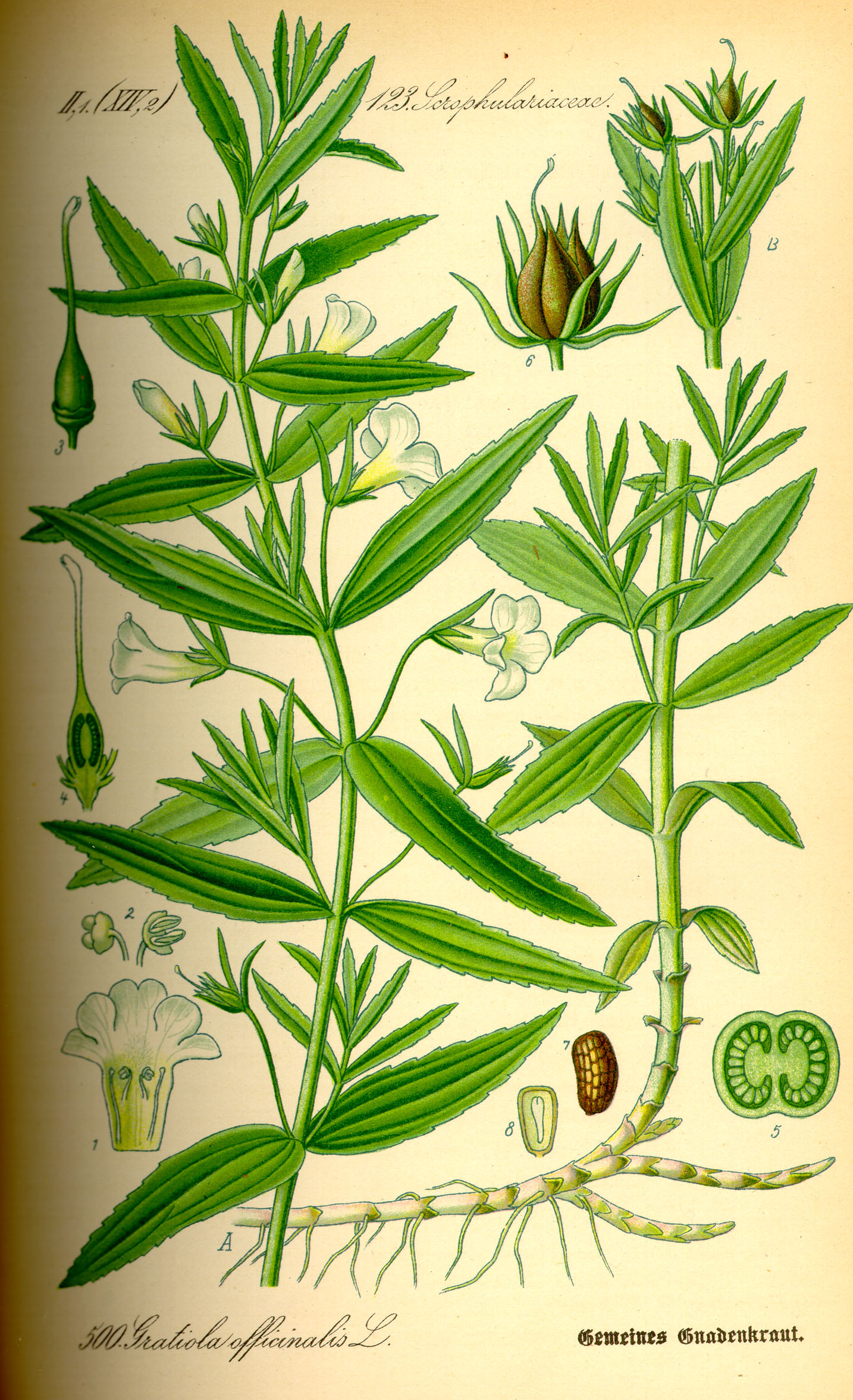
Illustration des Gottes-Gnadenkraut (Gratiola officinalis)

### Vegetative Merkmale
Gratiola-Arten sind einjährige bis ausdauernde, krautige Pflanzen. Sie können kahl oder drüsig behaart sein. Die Stängel einzelner Arten sind vierkantig.
Die gegenständig angeordneten Laubblätter sind ungestielt. Die einfachen Blattspreiten haben einen glatten oder gesägten Blattrand.

### Generative Merkmale
Die Blüten stehen mit kurzen oder langen Blütenstielen einzeln in den Blattachseln. Zwei Hochblätter befinden sich nahe am Blütenkelch.
Die zwittrigen Blüten sind undeutlich fünfzählig zygomorph, mit doppelter Blütenhülle. Die fünf Kelchblätter sind nur an ihrer Basis verwachsen. Die fünf Kronblätter sind zu einer Röhre verwachsen. Die Blütenkrone ist zweilippig. Die Unterlippe ist dreilappig. Es sind nur zwei fertile Staubblätter in jeder Blüte vorhanden.
Die vierfächerige Kapselfrucht enthält viele Samen.

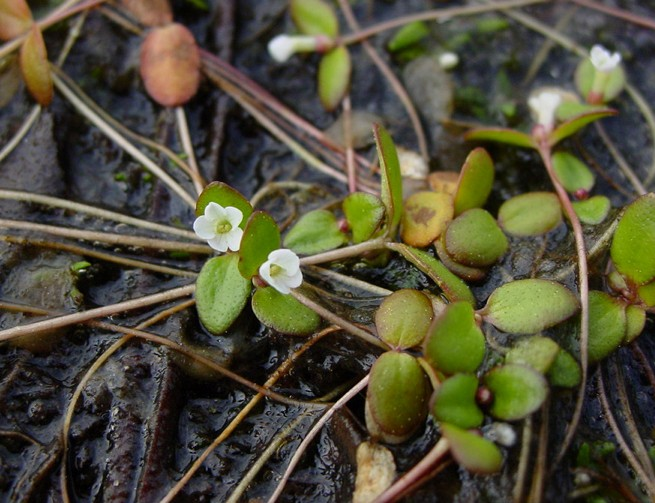
Gratiola amphiantha

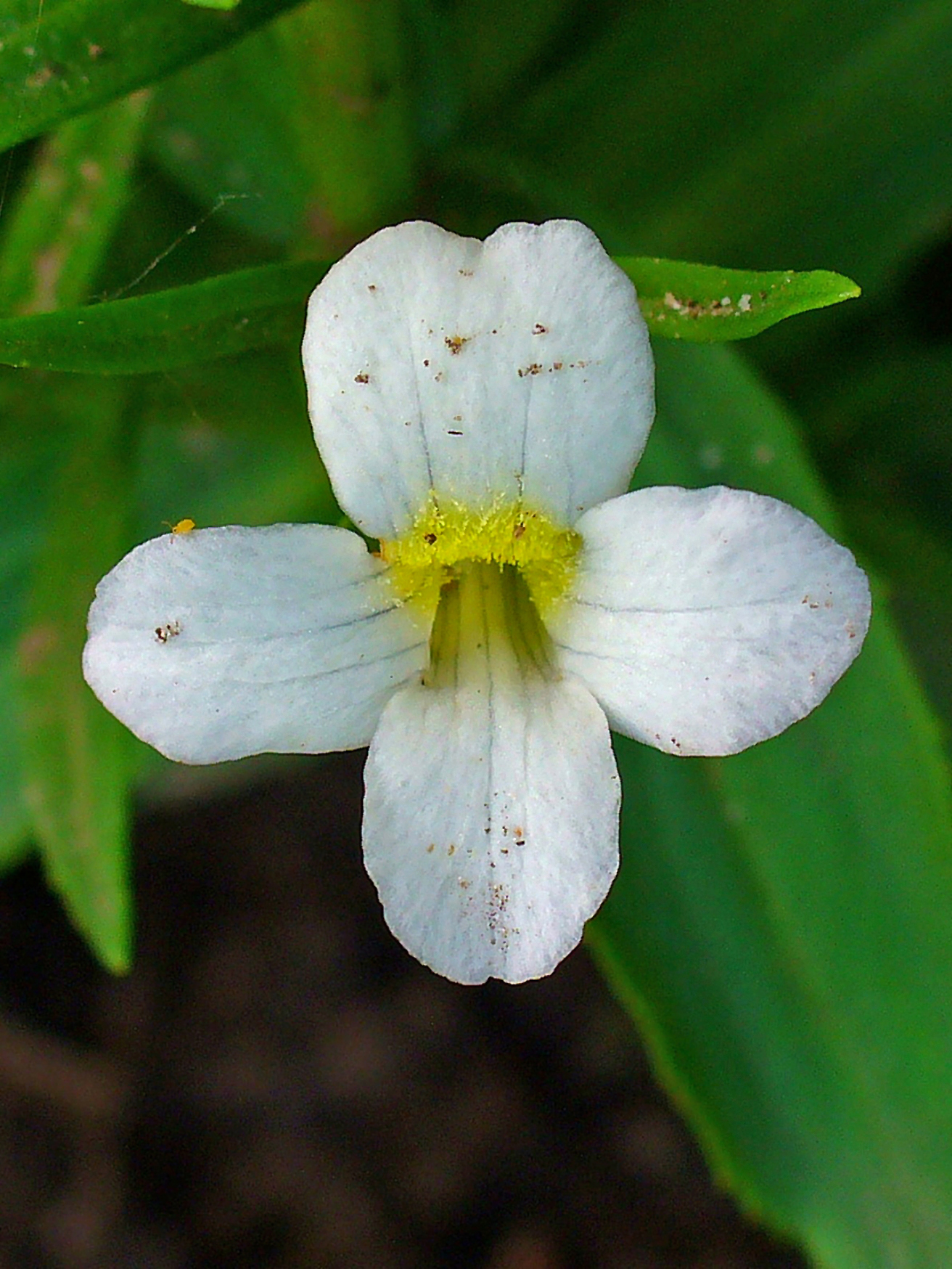
Blüte des Gottes-Gnadenkraut (Gratiola officinalis)

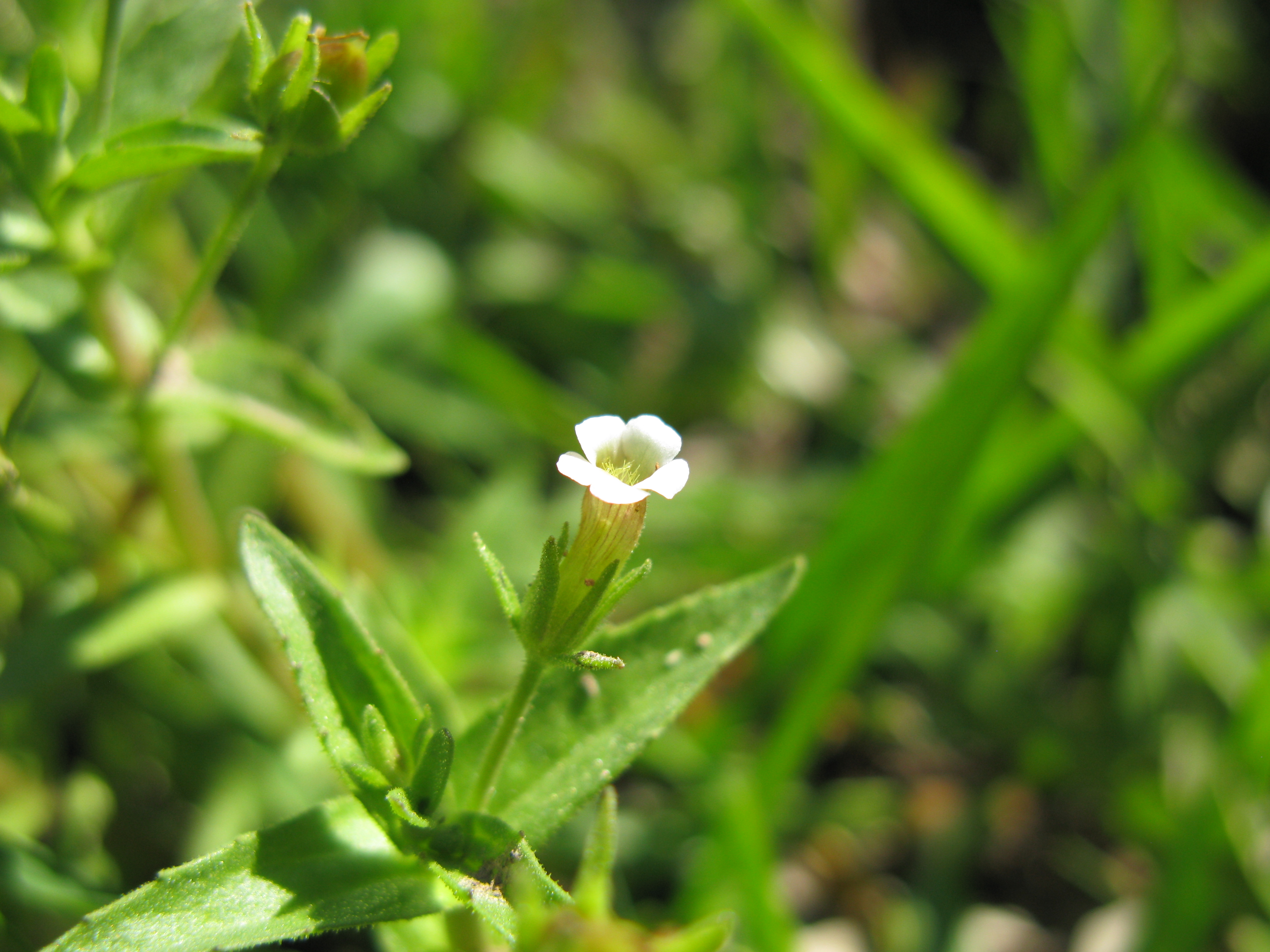
Blüte von Gratiola pedunculata

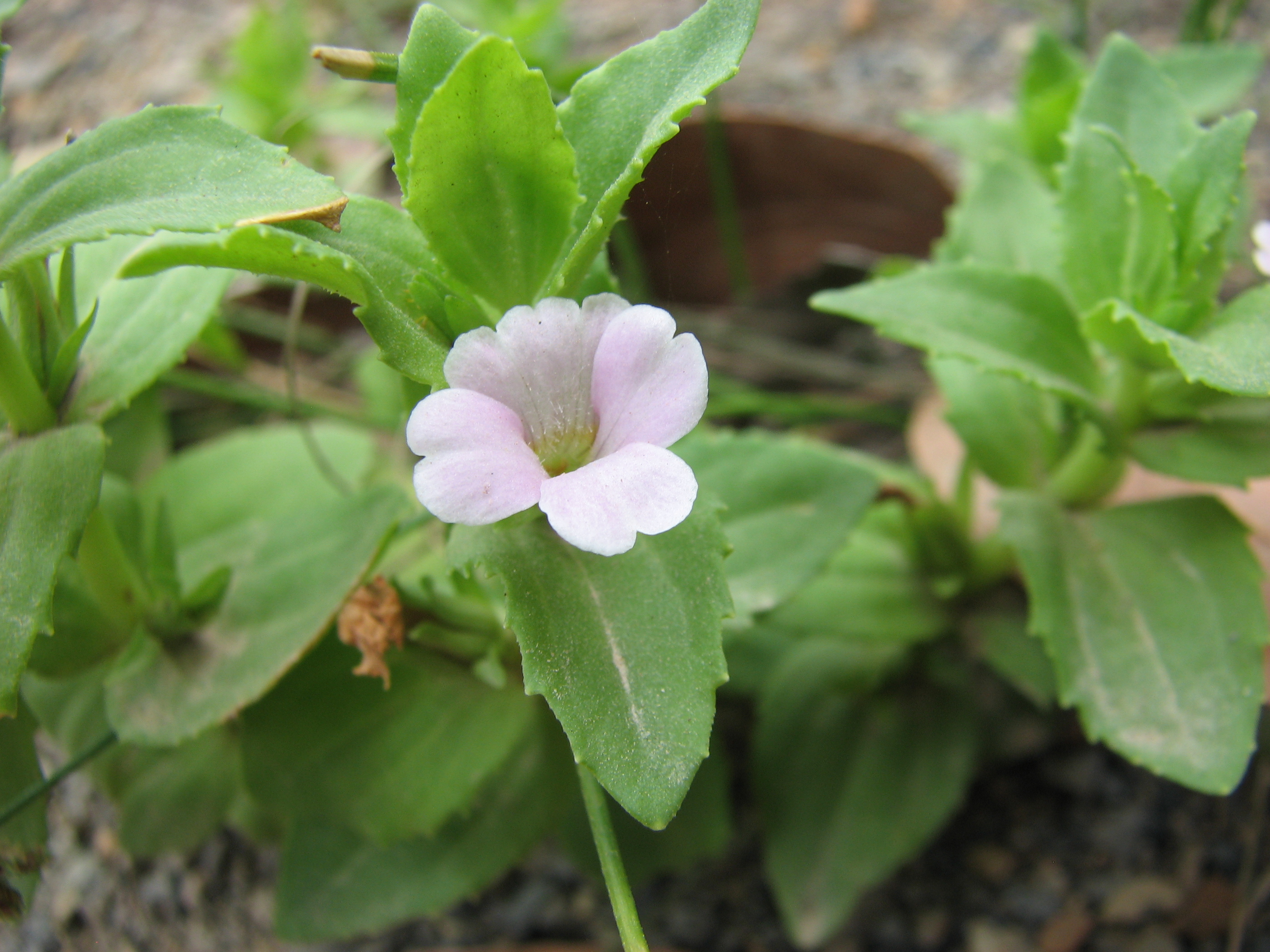
Gratiola peruviana

## Systematik und Verbreitung
Die Gattung Gratiola wurde durch Carl von Linné aufgestellt. Synonyme für Gratiola L. sind: Sophronanthe Benth., Tragiola Small & Pennell.
Die Gattung Gratiola gehört zur Familie der Wegerichgewächse (Plantaginaceae) und wurde bei einigen Autoren auch den Familien Gratiolaceae, Scrophulariaceae oder Veronicaceae zugeordnet.
Gratiola-Arten gedeihen in den gemäßigten bis tropischen Gebieten fast weltweit. Hauptverbreitungsgebiete liegen auf der Nordhalbkugel, es sind weite Bereiche Eurasiens, von Spanien bis China, und Nordamerikas. Es gibt auch Areale in Neuseeland und Australien.
Die Gattung Gratiola enthält 20 bis 30 Arten (Auswahl):
- Gratiola amphiantha D.Estes & R.L.Small: Sie kommt in den US-Bundesstaaten Alabama, Georgia sowie South Carolina vor.[1]
- Gratiola aurea Pursh (Syn.: Gratiola lutea Raf.): Sie ist Nordamerika weitverbreitet.
- Gratiola ebracteata Benth. ex A.DC.: Sie ist im westlichen Nordamerika im südwestlichen British Columbia und in den westlichen US-Bundesstaaten Washington, Idaho, westliches Montana, westliches Oregon sowie Kalifornien vor.[1]
- Gratiola griffithii Hook. f.: Die Heimat sind die Tropen und Subtropen. In China kommt sie nur in Guangdong vor.
- Gratiola heterosepala H.Mason & Bacigal.: Sie kommt von Kalifornien bis zum Lake County im südlichen-zentralen Oregon vor.[2]
- Gratiola hippuroides; siehe Limnophila hippuroides
- Gratiola japonica Miq.: Sie kommt in Japan vor.
- Gratiola linifolia Vahl: Sie kommt in Spanien, Portugal und Marokko vor.[1]
- Gratiola nana Benth.: Sie kommt in Neuseeland und in den australischen Bundesstaaten New South Wales, Victoria sowie Tasmanien  vor.[3]
- Übersehenes Gnadenkraut (Gratiola neglecta Torr., Syn.: Gratiola virginiana L.): Sie ist Nordamerika in Kanada und den USA weitverbreitet.[1] In Finnland ist es ein Neophyt.[4] Die Chromosomenzahl beträgt 2n = 32.[5]
- Gottes-Gnadenkraut (Gratiola officinalis L.): Es ist in Eurasien weitverbreitet.[4] Lateinisch wurde es Gratia Dei[6] genannt. Weitere deutschsprachige Trivialnamen sind Fischkraut, Gichtkraut, Gnadenkraut, Nieskraut, Purgierkraut oder Weißer Aurin.
- Gratiola pedunculata R.Br.: Sie kommt in den australischen Bundesstaaten New South Wales, Queensland, Victoria sowie South Australia vor.[3]
- Gratiola peruviana L.: Sie kommt in den australischen Bundesstaaten New South Wales, Queensland, Victoria, Western Australia, South Australia sowie Tasmanien vor.[3]
- Gratiola pilosa Michx. (Syn.: Sophronanthe pilosa (Michx.) Small, Tragiola pilosa (Michx.) Small & Pennell): Sie ist in Nordamerika verbreitet.
- Gratiola pubescens R.Br.: Sie kommt in den australischen Bundesstaaten New South Wales, Victoria, South Australia, Western Australia sowie Tasmanien vor.[3]
- Gratiola pumilo F.Muell.: Sie kommt in den australischen Bundesstaaten New South Wales, Victoria, South Australia und vielleicht in Tasmanien vor.[3]
- Gratiola quartermaniae D.Estes: Sie kommt in Nordamerika im südöstlichen Ontario, nordöstlichen Illinois, nördlichen Alabama, zentralen Tennessee und zentralen Texas vor.[1]
- Gratiola sexdentata A.Cunn.: Sie ist in Neuseeland, Australien und Tasmanien verbreitet.
- Gratiola virginiana L. (Syn.: Gratiola sphaerocarpa Elliott): Sie ist in Nordamerika verbreitet.
- Gratiola viscidula Pennell (Syn.: Gratiola viscosa Schwein. ex Leconte): Sie ist in Nordamerika verbreitet.

## Belege
1. 1 2 3 4 5 6  
Gratiola im Germplasm Resources Information Network (GRIN), USDA, ARS, National Genetic Resources Program. National Germplasm Resources Laboratory, Beltsville, Maryland. Abgerufen am 10. Dezember 2018.
2. ↑  
Dwayne Estes 2012: Datenblatt Gratiola, In: Jepson Flora Project (Hrsg.): Jepson eFlora.
3. 1 2 3 4 5  
New South Wales Flora online.
4. 1 2  
Karol Marhold, 2011: Scrophulariaceae.:
Datenblatt Gratiola In: Euro+Med Plantbase - the information resource for Euro-Mediterranean plant diversity.
5. ↑  
Erich Oberdorfer: Pflanzensoziologische Exkursionsflora für Deutschland und angrenzende Gebiete. Unter Mitarbeit von Angelika Schwabe und Theo Müller. 8., stark überarbeitete und ergänzte Auflage. Eugen Ulmer, Stuttgart (Hohenheim) 2001, ISBN 3-8001-3131-5, S. 834.
6. ↑  Otto Zekert (Hrsg.): Dispensatorium pro pharmacopoeis Viennensibus in Austria 1570. Hrsg. vom österreichischen Apothekerverein und der Gesellschaft für Geschichte der Pharmazie. Deutscher Apotheker-Verlag Hans Hösel, Berlin 1938, S. 144.